# Acoyotla, Hidalgo
Acoyotla är en ort i Mexiko.   Den ligger i kommunen Tepehuacán de Guerrero och delstaten Hidalgo, i den sydöstra delen av landet, 190 km norr om huvudstaden Mexico City. Acoyotla ligger 881 meter över havet och antalet invånare är 1 958.
Terrängen runt Acoyotla är huvudsakligen kuperad, men västerut är den bergig. Acoyotla ligger uppe på en höjd. Runt Acoyotla är det ganska glesbefolkat, med 43 invånare per kvadratkilometer. Närmaste större samhälle är Tamazunchale, 15,0 km norr om Acoyotla. I omgivningarna runt Acoyotla växer i huvudsak städsegrön lövskog.